# Гросбрембах
Гросбрембах (њем. Großbrembach) општина је у њемачкој савезној држави Тирингија. Једно је од 55 општинских средишта округа Земерда. Према процјени из 2010. у општини је живјело 770 становника. Посједује регионалну шифру (AGS) 16068016.

## Географски и демографски подаци
Гросбрембах се налази у савезној држави Тирингија у округу Земерда. Општина се налази на надморској висини од 178 метара. Површина општине износи 16,2 km². У самом мјесту је, према процјени из 2010. године, живјело 770 становника. Просјечна густина становништва износи 47 становника/km².

## Међународна сарадња
| Мјесто     | Држава    | Врста сарадње | Од    |
| ---------- | --------- | ------------- | ----- |
|            | Словачка  | контакт       | 1987. |
| Кедајнијај | Литванија | партнерство   | 1989. |
|            | Француска | пријатељство  | 1965. |
| Извор      |           |               |       |